# Gernot Kulterer
Gernot Kulterer (* 1940 in Villach) ist ein österreichischer Architekt.

## Leben
Kulterer schloss 1967 sein Architekturstudium an der TU Wien ab. Er war von 1969 bis 1976 Mitarbeiter bei Wilhelm Holzbauer in Wien und Amsterdam. 1975 gründete er sein eigenes Architekturbüro in Villach.
Von 1976 bis 2000 unterrichtete er an der HTL Villach.
Von 1983 bis 1985 war er Mitglied im Kunstrat der Diözese Gurk, von 1984 bis 2015 Vorstandsmitglied der Zentralvereinigung der Architekten Kärntens (ab 2015 Ehrenmitglied). Von 1992 bis 2013 war er Mitglied im Fachbeirat für Baukultur des Kärntner Kulturgremiums, von 1991 bis 2021 Mitglied der Ortsbildpflegekommission Villach, von 1997 bis 2015 Vorsitzender des Architekturbeirates der Stadt Villach. Von 1999 bis 2017 Mitglied des österreichischen Denkmalbeirates.

## Auszeichnungen
2001 Baukulturpreis des Landes Kärnten
- 2002 Kulturpreis der Stadt Villach

## Realisierungen
- 1985–1987 Pfarrkirche Klagenfurt-Wölfnitz
- 1986 Kirche St. Konrad in Abersee am Wolfgangsee
- 1986 Erweiterung und Umorientierung der Pfarrkirche Feldkirchen/Kärnten
- 1989–1991 Seepromenade und Seecorso Velden am Wörthersee
- 1992–1993 Pfarrkirche Maishofen
- 1993 Pfarrzentrum St. Martin[1] bei der Pfarrkirche St. Martin in Villach
- 1993 Galerie Freihausgasse Villach
- 1995 mit Heidelore Rinofner: Erweiterung Rathaus Villach
- 1998 Umbau und Erweiterung der Pfarrkirche Wagrain
- 1998–1999 Kindergarten und Wohnanlage Pfarrwerfen/Salzburg
- 1999 Neugestaltung Rathausplatz Villach
- 1989–1999 Umbau des Bundesrealgymnasium Klagenfurt-Viktring im Stift Viktring
- 2001–2003 Pfarrkirche Damtschach